# Mehdi Terki
Mehdi Terki (arabisch مهدي تركي, DMG Mahdī Turkī; * 27. September 1991 in Maubeuge) ist ein französisch-algerischer Fußballspieler.

## Karriere
Mehdi Terki erlernte das Fußballspielen in seinem Geburtsort Maubeuge beim US Maubeuge sowie in der Jugendmannschaft des RAEC Mons im belgischen Mons. Hier unterschrieb er am 1. Juli 2010 seinen ersten Vertrag. Nach einer Spielzeit wechselte er im Juli 2011 nach Gent zum KAA Gent. Ein Jahr später unterschrieb er einen Vertrag beim unterklassigen F.C.V. Dender E.H. in Denderleeuw. Von August 2013 bis Dezember 2013 stand er in Algerien beim CS Constantine unter Vertrag. Im Januar 2014 kehrte er zum KFC Verbroedering Dender nach Belgien zurück. Im Februar 2016 verpflichtete ihn der in der ersten Liga spielende Sporting Lokeren. Bei dem Verein aus Lokeren stand er bis Juli 2019 unter Vertrag und absolvierte dabei 96 Erstligaspiele. Die Saison 2019/20 stand er in Griechenland beim AO Xanthi in Xanthi unter Vertrag. Im Juli 2020 kehrte er nach Belgien zurück. Hier schloss er sich dem Zweitligisten RWD Molenbeek an. Für den Verein aus Molenbeek-Saint-Jean bestritt er 30 Zweitligaspiele. Der Luxemburger Erstligist Swift Hesperingen nahm ihn im Januar 2022 unter Vertrag. Am Ende der Saison feierte er mit dem Verein aus Hesperingen die luxemburgische Meisterschaft. Nach Vertragsende zog es ihn im Sommer 2023 nach Asien. Hier unterschrieb er in Thailand einen Vertrag beim Erstligisten Ratchaburi FC. Für den Verein aus Ratchaburi bestritt er 13 Erstligaspiele. Im Januar 2024 ging er wieder zurück nach Belgien, wo er einen Vertrag beim Drittligisten ROC Charleroi-Marchienne unterschrieb. Am 24. Juli 2025 folgte dann die Rückkehr nach Luxemburg, wo er sich dem Erstliga-Aufsteiger Atert Bissen anschloss.

## Erfolge
Swift Hesperingen
- Luxemburgischer Meister: 2023